# Prionyx popovi
Prionyx popovi là một loài côn trùng cánh màng trong họ Sphecidae, thuộc chi Prionyx. Loài này được Guichard miêu tả khoa học đầu tiên năm 1988.